# Широкогребельська сільська рада (Вінницький район)
| Широкогребельська сільська рада — колишній орган місцевого самоврядування у Вінницькому районі Вінницької області з адміністративним центром у c. Широка Гребля. Сільській раді підпорядковані населені пункти: - c. Широка Гребля |

## Склад ради
Рада складається з 12 депутатів та голови.

## Керівний склад сільської ради
| ПІБ                    | Основні відомості                                            | Дата обрання | Дата звільнення |
| ---------------------- | ------------------------------------------------------------ | ------------ | --------------- |
| Фостик Андрій Іванович | Сільський голова, 1966 року народження, освіта, безпартійний | 05.11.2015   |                 |
|                        |                                                              |              |                 |

Примітка: таблиця складена за даними джерела